# Gewoonte
Een gewoonte is een handeling of een manier van handelen die men gewend is uit te voeren en die men doorgaans onbewust – dus zonder erbij na te denken – uitvoert. 
Personen vormen gewoontes door bepaalde handelingen telkens op dezelfde routineuze manier te herhalen. Deze gedragspatronen worden als het ware in de hersenen ingeprent, waardoor het in de loop van een mensenleven steeds moeilijker wordt om oude gewoontes stop te zetten en nieuwe gewoontes te vormen.